# Aranda (okręg)
Okręg Aranda (hiszp. Aranda) – okręg (hiszp. comarca) Hiszpanii, w Aragonii, w prowincji Saragossa.

## Podział administracyjny
W skład okręgu wchodzą:
- Aranda de Moncayo,
- Brea de Aragón,
- Calcena,
- Gotor,
- Illueca,
- Jarque,
- Mesones de Isuela,
- Oseja,
- Pomer,
- Purujosa,
- Sestrica,
- Tierga,
- Trasobares.